# Ulf Johnsson (handbollsspelare)
Ulf Johnsson (stavas också Jonsson) född 10 juni 1941 är en tidigare handbollsmålvakt.

## Klubblagskarriär
Ulf Johnsson har Lugi som moderklubb men 1961 då han debuterade i landslaget spelade han för BK Derby. Han var kvar i Linköping i två år men spelade för SAAB andra året. Han återvände 1963 till Lugi där han var med i truppen 1963-1964 som förde Lugi åter till Allsvenskan. Han spelade för Lugi i allsvenskan 1964-1965 sedan blev det division II med Lugi till 1969. 1969 bytte han klubb till IFK Malmö som hade avancerat till allsvenskan men det blev bara ett år i Malmöklubben. Han var sedan tillbaka i Lugi som då blev ett allsvenskt lag på nytt. Sista säsongen han spelade mera aktivt i A-laget var 1975-1976. Enligt Lugis statistik spelade han åren 1959 till 1982 totalt 237 matcher för klubbens lag varav 119 var i allsvenskan och slutspel.

## Landslagskarriär
Ulf Johnsson spelade 8 ungdomslandskamper för Sverige varav 6 förlorades och bara 2 vanns. Han fick debutera i A-landslaget i en landskamp den 6 december 1961 mot Finland. Han spelade sedan 49 landskamper för Sverige åren 1961 till 1970. Av dessa vann Sverige 22, spelade oavgjort i fem och förlorad 22. Resultaten talar för att Sverige inte tillhörde världseliten. Ulf Johnsson mästerskapsdebuterade i VM 1967 då han var målvakt tillsammans med Donald Lindblom och Sten Olsson. Han spelade 2 matcher i VM 1967. Ulf Johnsson var en av tre målvakter vid VM 1970 med Frank Ström och Mats Thomasson. Han spelade sista landskampen 2 maj 1970 i en förlust mot Spanien.